# Joan Holland (1380-1434)
Joan Holland, född 1380, död 1434, var en engelsk prinsessa, gift 1393 med den engelska prinsen Edmund av Langley.
Hon var dotter till	Thomas Holland, 2nd Earl of Kent, och Lady Alice FitzAlan. Hon gifte sig 1393 med den engelska prinsen Edmund av Langley. Hon blev änka 1402. Hon gifte sig 1404 med William Willoughby, 5th Baron Willoughby de Eresby (d. 1409). Hon gifte sig 1410 med Henry Scrope, 3rd Baron Scrope of Masham (d. 1415). Hon gifte sig för fjärde gången 1416 med Sir Henry Bromflete (m. 1416). 